# جون هولاند (لاعب كرة قاعدة)
جون هولاند (بالإنجليزية: John Holland)‏ هو لاعب كرة قاعدة أمريكي، ولد في 18 فبراير 1910، وتوفي في 15 يوليو 1979.

## وصلات خارجية
- جون هولاند على موقعبيزبول رفرنس.كوم (الدوري الثانوي) (الإنجليزية)